# Verdi (California)
Verdi es un lugar designado por el censo ubicado en el condado de Sierra en el estado estadounidense de California. En el año 2010 tenía una población de 162 habitantes.

## Geografía
Verdi se encuentra ubicado en las coordenadas 39°30′34.13″N 120°2′51.62″O / 39.5094806, -120.0476722.